# Kráľovce
Kráľovce (em alemão: Kralowetz; húngaro: Királynépe) é um município da Eslováquia, situado no distrito de Košice-okolie, na região de Košice. Tem 6,54 km² de área e sua população em 2018 foi estimada em 1.165 habitantes.

## Demografia
| Ano:        | 1994 | 2004    | 2014   | 2024   |
| ----------- | ---- | ------- | ------ | ------ |
| Broj ljudi: | 938  | 1080    | 1129   | 1154   |
| Razlika:    |      | +15,13% | +4,53% | +2,21% |

| Ano:               | 2023 | 2024   |
| ------------------ | ---- | ------ |
| Número de pessoas: | 1170 | 1154   |
| Diferença:         |      | -1,36% |